# Capitan Tempesta (romanzo)
Capitan Tempesta è un romanzo del 1905 di Emilio Salgari.

## Trama
Cipro, 1571. Famagosta è rimasta l'ultimo baluardo cristiano sull'isola, tutt'intorno alla città si estende il campo saraceno. Molti sono i valorosi soldati cristiani nella città, ma più di tutti si è distinto nei combattimenti un giovane, tanto che il suo nome incute terrore e rispetto: si tratta del prode "Capitan Tempesta". In realtà, dentro l'armatura si nasconde un'audace fanciulla, Eleonora duchessa di Eboli, abilissima nell'uso della spada e giunta sotto mentite spoglie sull'isola ormai assediata per tentare di liberare il fidanzato, il visconte Le Hussière, caduto nelle mani dei turchi.
Un giorno, sfidata da un altro cristiano, il capitano Lazinski, accetta un duello ad armi bianche con Muley-El-Kadel, soprannominato il "Leone di Damasco" per il suo valore, figlio del pascià di Damasco. Entrambi sono molto abili, ma infine la vittoria spetta a Capitan Tempesta, che ferisce non troppo seriamente il suo avversario. Benché ferito e umiliato per essere stato sconfitto, il Leone di Damasco non serba rancore e anche lui non può che ammirare il coraggio di Capitan Tempesta.
Qualche giorno più tardi, i turchi sferrano l'attacco finale alla città di Famagosta ormai allo stremo e proprio mentre su un torrione Capitan Tempesta conduce la difesa, la giovane viene ferita da una bombarda; fortunatamente è subito soccorsa dal suo fedele servo El-Kadur, che la porta al sicuro, ma Famagosta cade e la fanciulla non è stata scoperta solo per miracolo! Non può restare più lì, ed è così che il suo servo decide di chiedere aiuto per lei al Leone di Damasco. 
Muley, appresa la storia della fanciulla, non esita a mettere la sua spada al servizio di Eleonora e, pur rischiando la morte per tradimento, organizza la fuga della fanciulla dalla città e le mette a disposizione una piccola barca per raggiungere il luogo dove è tenuto prigioniero il suo fidanzato.
Le avventure si susseguono le une alle altre, con colpi di scena e l'incontro di tanti nuovi personaggi, amici: Mastro Stake, Simone, il greco Nikola Stradiotto e anche nemici, come Haradja, la "Tigre di Hussif", e il suo luogotenente Metiub.